# Cimetière communal de Bondy
Le cimetière communal de Bondy est un cimetière se trouvant à Bondy. C'est l'un des deux cimetières de la commune, avec le cimetière intercommunal de Bondy.
Il est accessible par l'avenue Henri-Barbusse, anciennement route du Raincy.

## Historique

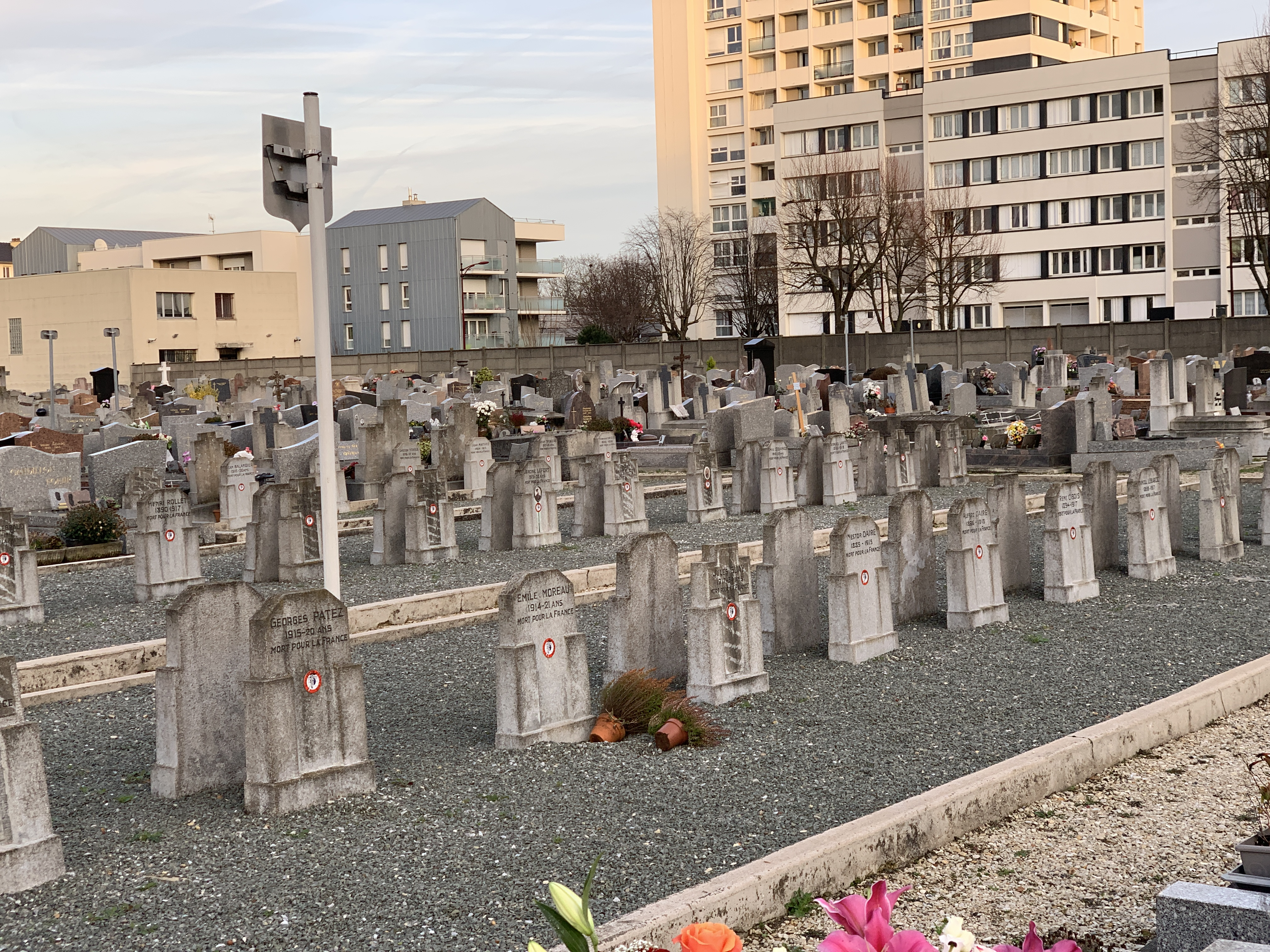
Carré militaire de la Première Guerre mondiale.
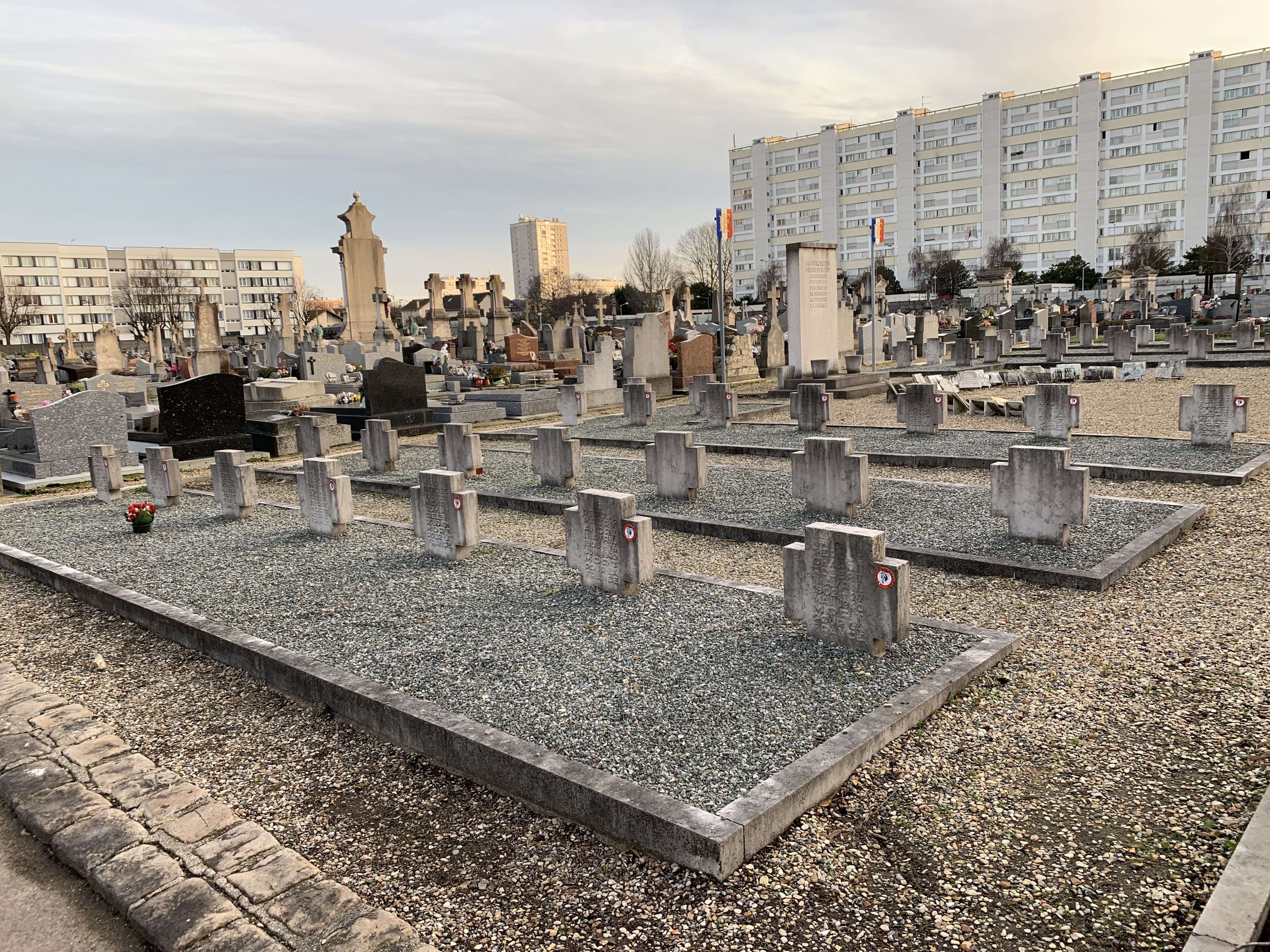
Carré militaire de la Seconde Guerre mondiale.
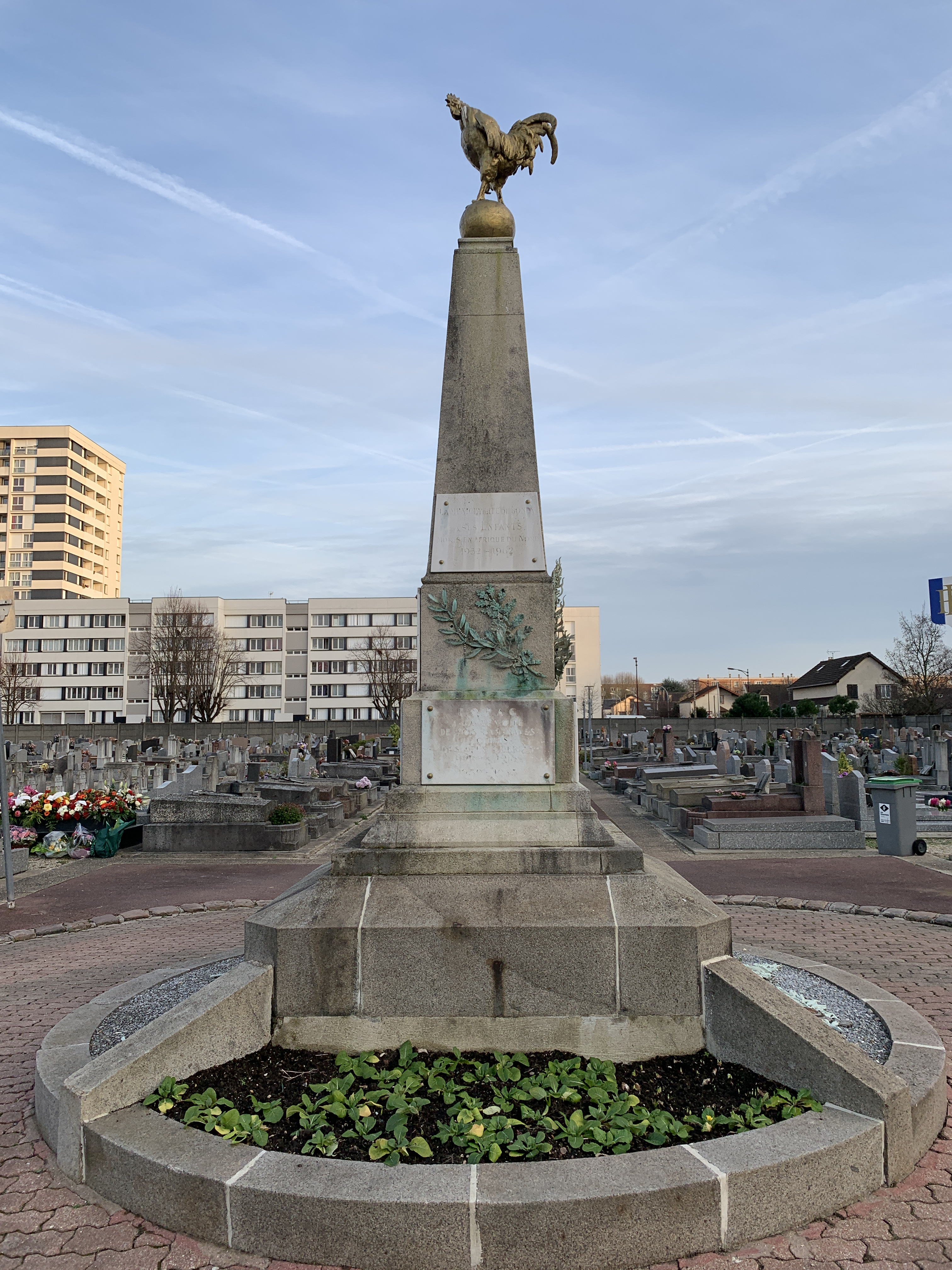
Monument aux morts.

Sa création, en 1823, fait suite  au décret Impérial sur les sépultures promulgué le 12 juin 1804 par Napoléon Bonaparte, qui établit que les tombes doivent être mises en dehors de la muraille de la ville. L'ancien cimetière qui se trouvait autour de l'église Saint-Pierre de Bondy fut alors transféré vers le nouveau cimetière.
Les sépultures de sept soldats français morts pendant la guerre de 1870 ont été réunies en une seule sépulture, sur une concession perpétuelle acquise par l'État.

## Personnalités
- Pierre-Augustin Frémin (1767-1827), maître de postes. Lors de la fuite de Varennes, au cours de la nuit du 20 au 21 juin 1791, lorsque le roi Louis XVI quitta Paris, Pierre-Augustin Frémin le reconnaît lors de sa halte au relais-poste de la commune, mais ne donne pas l'alerte[5]. Il fut par la suite maire de Bondy de 1809 à 1815[6].